# Derivat (Wirtschaft)
Ein Derivat (lateinisch derivare „ableiten“) ist im Finanzwesen ein vom Kassageschäft abgeleiteter Finanzkontrakt über einen bestimmten Basiswert mit einer Laufzeit von mehr als zwei Bankarbeitstagen.

## Allgemeines
Als Basiswerte (englisch underlying) kommen Commodities (Agrarprodukte, Energieprodukte, Handelswaren, Rohstoffe), Devisen, Effekten (Aktien, Anleihen, Investmentzertifikate), physikalische Basiswerte (Wetterderivate) oder synthetische Basiswerte (Börsenindex) in Frage. Bei Energie liegen Erdöl, Erdgas, Kohle und Strom für Energiederivate zugrunde. Alle werden an der Börse oder außerhalb der Börse zwischen Kreditinstituten und Nichtbanken als Sicherungsgeschäfte gegen Kurs- oder Preisänderungsrisiken oder zum aktiven Bilanzstrukturmanagement gehandelt. Derivate können darüber hinaus auch der Spekulation dienen.
Sie weisen einen in die Zukunft gerichteten Vertragsbestandteil auf, der auch durch Zerlegung eines herkömmlichen Finanzprodukts in seine einzelnen Bestandteile und deren Wiederzusammensetzen zu einem neuen, häufig komplexeren Konstrukt (strukturiertes Finanzprodukt) ein neues Finanzprodukt entstehen lassen kann. Für ein strukturiertes Finanzprodukt müssen mindestens zwei Finanzinstrumente, von denen mindestens eines ein Derivat sein muss, kombiniert werden.
An einer allgemein anerkannten Definition für Derivate fehlt es. Derivate müssen jedenfalls eine in Zukunft liegende vertragliche Verpflichtung zwischen zwei oder mehr Vertragsparteien erfüllen, deren Kurswert sich in Abhängigkeit eines bei Vertragsabschluss festgelegten Zustands (meist die Preisänderung des Basiswerts) ergibt, ohne dass bei Vertragsabschluss nennenswerte Anschaffungszahlungen erforderlich wären. Wesentliches Kriterium ist das zeitliche Auseinanderfallen von Vertragsabschluss und Erfüllung. Im Hinblick darauf werden Derivate auch definiert als „Terminkontrakte, die das Recht, nicht aber die Verpflichtung, beinhalten, einen Basiswert zu einem bei Geschäftsabschluss vereinbarten Preis zu einem zukünftigen Zeitpunkt (europäische Option) oder innerhalb eines zukünftigen Zeitraums (amerikanische Option) zu kaufen oder zu verkaufen“.

## Geschichte
Der Derivatehandel kann bis in das 2. Jahrtausend v. Chr. im heutigen Bahrain und Indien sowie Mesopotamien zurückverfolgt werden. Schon frühzeitig wurde versucht, die Risiken aus Handelsgeschäften, insbesondere durch die Seefahrt, in Form unbedingter Termingeschäfte abzusichern. Bereits Aristoteles beschreibt in seinem Werk Politik um 330 v. Chr. eine Marktmanipulation unter Verwendung von Derivaten auf die Kapazitäten von Olivenölpressen durch Thales von Milet. Ein organisierter Handel lässt sich bis ins 12. Jahrhundert in Venedig zurückverfolgen.
Forwards und Optionen wurden in Amsterdam ab 1595 gehandelt, maßgeblich auf Tulpenzwiebeln. Dies führte in der ersten Hälfte des 17. Jahrhunderts zur ersten Spekulationsblase, die unter dem Namen Tulpenmanie bekannt wurde. Gegen Ende des 17. Jahrhunderts entstand der erste Terminmarkt, die Dojima (堂島米市場, Dōjima kome ichiba, 堂島米会所, Dōjima kome kaisho) im japanischen Osaka, auf dem Reis auf Termin ohne physische Lieferung (Barausgleich, d. h. lediglich Ausgleich von Gewinn und Verlust) gehandelt wurde.
In den USA wurde am 3. April 1848 die Chicago Board of Trade (CBOT) gegründet. Ursprünglich als Handelskammer gegründet, wurde 1851 der erste Zeitvertrag (englisch time contract) auf die zukünftige Lieferung einer bestimmten Menge Mais zu einem festgelegten Preis gehandelt. Ein Jahr später wurden ähnliche Verträge für Weizen gehandelt. Diese Zeitverträge ähnelten bereits den modernen Futures, waren aber aufgrund ihrer individuellen Ausfertigung und Bedingungen eher vergleichbar mit Forwards. Der in den folgenden Jahren wachsende Handel mit time contracts führte zur Beteiligung von Personen am Handel, die keine Verbindung zur Getreideproduktion oder -handel hatten und rein spekulative Interessen verfolgten. Verträge wechselten mehrfach den Begünstigten, bis sie schließlich zu jemandem gelangten, der an der Auslieferung des zugrundeliegenden Getreides interessiert war. Der gestiegene Handel mit time contracts mit längerer Laufzeit durch spekulative Investoren führte in der Folge zum Missbrauch des Instrumentes, und 1863 erließ die CBOT erste Regeln zur Steuerung des Handels. Die 1865 eingeführten Regeln begründeten standardisierte Verträge, die unter anderem die Laufzeit, Marginverpflichtungen und Lieferbedingungen festlegten. Sie legten damit die Grundlage für die Ausgestaltung moderner Futures. Durch die Standardisierung der Verträge wuchs der Handel mit Futures. 1874 wurde die Chicago Produce Exchange, an der diverse landwirtschaftliche Erzeugnisse gehandelt wurden, gegründet. 24 Jahre später, im Jahre 1898, entschloss sich eine Untergruppe dieser Börse, die für den Handel von Butter und Eiern verantwortlich war, das Chicago Butter and Egg Board zu gründen. Obwohl der Handel mit Eiern nur einen kleinen Teil der Gesamtaktivitäten im Derivatebereich der USA ausmachte, ist die Börse bemerkenswert, weil an ihr 1919 die ersten umfassenden Regularien für den Handel mit Futures festgelegt wurden und der Handel von time contracts auf Futures ausgedehnt wurde. Gleichzeitig wurde der Name in Chicago Mercantile Exchange (CME) geändert. Bis zum Zusammenschluss der CBOT und der CME waren diese beiden Börsen die wichtigsten Handelsplätze für Futures.

## Rechtsfragen
Derivate sind nach § 1 Abs. 11 Nr. 8 KWG Finanzinstrumente, die einen Kauf, Tausch oder anderweitig ausgestaltete Festgeschäfte oder Optionsgeschäfte darstellen, die zeitlich verzögert zu erfüllen sind und deren Wert sich unmittelbar oder mittelbar vom Preis oder Maß eines Basiswertes ableitet (§ 1 Abs. 11 Satz 6 KWG). Zu den Derivaten gehören neben diesen Termingeschäften auch Emissionszertifikate, Warentermingeschäfte, Frachtsätze, Klima- oder andere physikalische Variablen, Inflationsraten oder andere volkswirtschaftliche Kennzahlen oder sonstige Vermögenswerte, Indices oder Messwerte als Basiswerte, sofern sie durch Barausgleich zu erfüllen sind oder einer Vertragspartei das Recht geben, einen Barausgleich zu verlangen, ohne dass dieses Recht durch Ausfall oder ein anderes Beendigungsereignis begründet ist, auf einem organisierten Markt oder in einem multilateralen oder organisierten Handelssystem geschlossen werden, soweit es sich nicht um über ein organisiertes Handelssystem gehandelte Energiegroßhandelsprodukte handelt, die effektiv geliefert werden müssen, oder die Merkmale anderer Derivatekontrakte im Sinne des Artikels 7 der Verordnung (EU) 2017/565 Delegierte Verordnung vom 25. April 2016 zur Ergänzung der Richtlinie 2014/65/EU des Europäischen Parlaments und des Rates in Bezug auf die organisatorischen Anforderungen an Wertpapierfirmen und die Bedingungen für die Ausübung ihrer Tätigkeit sowie in Bezug auf die Definition bestimmter Begriffe für die Zwecke der genannten Richtlinie aufweisen und nicht-kommerziellen Zwecken dienen und die keine Kassageschäfte darstellen. Außerdem erfasst diese Bestimmung auch Kreditderivate und finanzielle Differenzgeschäfte. Eine gleichlautende Legaldefinition enthält § 2 Abs. 3 WpHG.
Eine internationale Standardisierung der Derivate nimmt die International Swaps and Derivatives Association (ISDA) vor, um den Marktteilnehmern einheitliche Vertragsmuster (englisch Master Agreements) für Derivate im außerbörslichen Handel zur Verfügung zu stellen. Die Standardisierung börsengehandelter Derivate erfolgt durch die jeweilige Börsenordnung.

### Grundriss des Schutzsystems vor 2002
Mit dem Ersten Finanzmarktförderungsgesetz (FFG) im Jahre 1989 wurde vom Gesetzgeber die Termingeschäftsfähigkeit kraft Information eingeführt (§§ 50–70 BörsG a.F.). Die Regelung verfolgte das Ziel, einem breiteren Anlegerpublikum den Marktzugang zu ermöglichen und so den Finanzplatz Deutschland zu stärken: Spekulativen Börsentermingeschäften konnte zwar der Spieleinwand (§ 762 BGB) bzw. Differenzeinwand (§ 764 BGB a.F.) entgegengehalten werden, sodass sich keine durchsetzbaren Forderungen ergaben. War die Vertragspartei jedoch über die spezifischen Risiken (formell) informiert, entfiel nach dem gesetzlichen Leitbild die Schutzbedürftigkeit, und diese Einwände wurden gesetzlich ausgeschlossen.
Dieses Anlegerschutzmodell litt jedoch an gravierenden Schutzlücken: So war auch der nicht informierte Kaufmann kraft Gesetzes schon börsentermingeschäftsfähig (§ 53 Abs. 1 BörsG a.F.). Außerdem konnte die Börsentermingeschäftsfähigkeit durch formelle Unterschrift auf einer von der Kreditwirtschaft ausgearbeiteten, standardisierten Informationsschrift erworben werden, die dann nur zwischen dem Kreditinstitut und dem informierten Kunden wirkte (relative Termingeschäftsfähigkeit). Nach der Rechtsprechung galt dies sogar dann, wenn der Anleger den Inhalt nicht verstanden hatte oder nicht verstehen konnte. Dieses formelle Abstellen auf den Grad der Mündigkeit beim Anleger bot in casu keinen wirksamen Schutz vor ruinösen Dispositionen. Die Rechtsprechung entwickelte daher ein zweistufiges Schutzmodell für den Anleger: Neben der Erlangung der (formellen) Termingeschäftsfähigkeit durch Unterzeichnung der Aufklärungsschrift (Grundaufklärung) hatte auf der zweiten Stufe eine anleger- und objektgerechte Beratung stattzufinden, die die individuellen Verhältnisse des Anlegers sowie die Besonderheiten des konkreten Geschäfts berücksichtigt. An diese Entwicklung knüpft das neue Schutzsystem des 4. FFG von 2002 an.

### Grundriss des Schutzsystems 2002–2007
Das Schutzsystem wurde vom Börsengesetz in das Wertpapierhandelsgesetz (WpHG) überführt. Aus materiellrechtlicher Sicht wurde der Anlegerschutz auf eine andere anreizökonomische Grundlage gestellt. Aus dem Abschluss von Finanztermingeschäften entstehen im Grundsatz wirksame Forderungen, denn der Differenzeinwand (§ 764 BGB a.F.) wurde gestrichen und der Spieleinwand (§ 762 BGB) für Finanztermingeschäfte nach Maßgabe des § 37e WpHG ausgeschlossen. Der Anlegerschutz sollte auch weiterhin durch Aufklärung gewährleistet werden. In § 37d Abs. 5 WpHG wurde die Zwei-Stufen-Theorie der Rechtsprechung kodifiziert, indem klargestellt wurde, dass neben die schadensersatzbewehrte Grundaufklärung des § 37d Abs. 1 WpHG auch die allgemeinen Aufklärungspflichten treten. Der Anleger wurde also durch ein Nebeneinander mehrerer Informationspflichten geschützt, die auf unterschiedlichen Rechtsgrundlagen beruhten und bei Schlechterfüllung durchweg einen Schadensersatzanspruch auslösten. Zudem wurde die Einhaltung auch der Grundaufklärungspflichten durch die BaFin zusätzlich gesichert (§ 37f WpHG). Nach dieser Systematik konnten Derivategeschäfte nur noch dann rechtsunwirksam sein, wenn sie verbotene Finanztermingeschäfte nach § 37g WpHG darstellten oder nicht unter den Begriff des Finanztermingeschäfts (§ 2 Abs. 2a WpHG) fielen, sodass der Ausschluss des Spieleinwands (§ 37e WpHG) nicht griff.

### Das Schutzsystem ab November 2007
Durch das Finanzmarktrichtlinie-Umsetzungsgesetz (FRUG, Umsetzungsgesetz zur Finanzmarktrichtlinie) wurde 2007 das Recht der Derivate nochmals reformiert.
Zum einen wurde der Derivatebegriff im WpHG im Vergleich zum alten Begriff der Finanztermingeschäfte erweitert. Zwar bestehen Termingeschäfte nach Maßgabe des § 2 Abs. 2 Nr. 1 und 2 WpHG als Kern des Derivatebegriffs fort. Derivate wurden jedoch um bloße Differenzgeschäfte (Nr. 3) erweitert, sodass nach dem Umsetzungsgesetzentwurf auch Daytradinggeschäfte oder Kreditderivate erfasst wurden. Die Begriffsausweitung soll die Anwendung des Gesetzes erleichtern und somit das Anlegervertrauen stärken.
Zudem wurde die „Erste Informationsstufe“ des § 37d WpHG ersatzlos gestrichen. Der Anlegerschutz durch Information soll durch die erweiterten Anforderungen der Verhaltenspflichten nach § 31 ff. WpHG auch bei Derivaten ausreichend gewährleistet sein. Kernbereich der einzigen Informationsstufe der §§ 31 ff. WpHG ist auch die bestmögliche Ausführung (Best Execution; § 33a WpHG), die durch eine standardmäßige Kundenkategorisierung (§ 31a WpHG) gewährleistet werden soll. Der notwendige individuelle Aufklärungsinhalt ist an diesen Kundenkategorien auszurichten. Derivate sind demnach der höchsten Schutzstufe zuzuordnen.

### Meldepflicht ab Februar 2014
Seit dem 12. Februar 2014 sind alle Unternehmen gemäß Art. 9 der Verordnung (EU) Nr. 648/2012 (Marktinfrastrukturverordnung) verpflichtet, den Abschluss neuer sowie die Änderung oder vorzeitige Beendigung bestehender Derivatekontrakte an ein Transaktionsregister zu melden. Von dieser Meldepflicht werden sämtliche Derivatekontrakte erfasst – hiervon sind sowohl börslich als auch außerbörslich abgeschlossene Geschäfte betroffen.

## Systematisierung

### Erfüllungsanspruch
Nach der Bedingtheit des Erfüllungsanspruchs lassen sich bedingte und unbedingte Derivate unterscheiden. Zu den unbedingten Derivaten zählen Festgeschäfte und Swaps. Hier besteht eine bindende Rechtspflicht zur Leistung zum Leistungszeitpunkt. Zu den bedingten Derivaten zählen Optionen. Hier hängt die Verpflichtung zur Leistung von der Ausübung eines Wahlrechts durch den Optionskäufer ab.

### Handelsort
Derivate können börslich oder außerbörslich gehandelt werden. Außerbörslich gehandelte Derivate werden auch als OTC-Derivate (von OTC als Abkürzung für englisch over the counter) bezeichnet.
Börsengehandelte Derivate (Futures und börsengehandelte Optionen) sind entsprechend den Bedingungen der Börsen hochstandardisiert, um einen schnellen und liquiden Handel zu gewährleisten und am zentralen Clearing teilnehmen zu können. Die älteste durchgehend bestehende Terminbörse ist die US-amerikanische Chicago Board of Trade (CBOT). Die weltweit größte Derivatebörse auf Aktien als Basiswert ist die National Stock Exchange of India mit 2.616 Millionen umgesetzten Stücken, gefolgt von der Bombay Stock Exchange mit 1.699 Millionen umgesetzten Stücken, der B3 mit 815 Millionen umgesetzten Stücken, der CBOE mit 362 Millionen umgesetzten Stücken, der Nasdaq mit 346 Millionen umgesetzten Stücken der Borsa Istanbul mit 209 Millionen umgesetzten Stücken, der Korea Exchange mit 204 Millionen umgesetzten Stücken, der NYSE Arca mit 141 Millionen umgesetzten Stücken, der deutsch-schweizerischen Eurex (aus der Fusion der SOFFEX und der DTB entstanden) mit 113 Millionen umgesetzten Stücken. Die größten Warenterminbörsen im englischsprachigen Raum, nämlich die ICE Futures U.S. (früher New York Board of Trade), die Chicago Mercantile Exchange (CME), die New York Mercantile Exchange (NYMEX) und die London Metal Exchange, gehören nach jenen in Zhengzhou, Dalian, Shanghai und Indien zu den weltweit größten Warenterminbörsen.
Außerbörslich gehandelte Derivate werden regelmäßig bilateral ausgehandelt und geschlossen. Sie sind durch die International Swaps and Derivatives Association standardisiert und können individuelle Vertragsbestandteile – beispielsweise zu Kündigungsklauseln, Leistungsbeschreibungen und Sicherheitsleistungen – enthalten. Die Verordnung (EU) Nr. 648/2012 (Marktinfrastrukturverordnung) verpflichtet Vertragsparteien von außerbörslich gehandelten Derivaten, diese Geschäfte grundsätzlich ins zentrale Clearing zu geben. Da sich wirtschaftlich nur hinreichend standardisierte und liquide Derivategeschäfte zum zentralen Clearing eignen, müssen Vertragsparteien von OTC-Derivaten, die der zentralen Clearingpflicht nicht unterliegen, hohe Anforderungen an das betriebliche Risikomanagement einhalten.
Ein Sonderfall sind die als Wertpapier gestalteten (verbrieften) Optionsscheine, die wie andere Wertpapiere gehandelt werden.

### Arten
Je nachdem, ob der zukunftsgerichtete Vertragsbestandteil eine Verpflichtung oder ein Wahlrecht enthält, unterscheidet man zwischen unbedingten und bedingten Derivaten. Eine weitere Unterscheidung betrifft den Handelsplatz.
|                     | Börslicher Handel                                                                                      | Außerbörslicher Handel                                                                                 |
| ------------------- | --- | --- |
| Unbedingte Derivate | Futures und Fixgeschäfte: Aktien, Anleihen, Commodities, Edelmetalle, Indizes, Wechselkurse, Zinssätze | Forwards: Forward Rate Agreements, Fremdwährungen, Metalle, Derivate auf Zinssätze und Anleihen; Swaps |
| Bedingte Derivate   | Optionen: Kassaoptionen, Optionen, Zertifikate                                                         | OTC-Optionen: Caps, Captions, Collars, Corridors, Floors, Floortions, Swaptions                        |

Kassaoption bedeutet, dass bei Ausübung der Option der Basiswert durch ein Kassageschäft zu liefern bzw. abzunehmen ist. Allgemein kann bei Derivaten nach Vertragsinhalt zwischen vier Haupttypen unterschieden werden, und zwar Forwards, Futures, Optionen und Swaps. Kombinationen dieser Grundformen wie etwa Swaptions (Optionen auf Swaps) oder Floortions (Optionen auf Floors) können nur außerbörslich gehandelt werden. Hiernach ergibt sich folgende Aufteilung:
| Swaps | Futures                                                    | Optionen                                                              | Forwards                                                    |
| --- | ---------------------------------------------------------- | --------------------------------------------------------------------- | ----------------------------------------------------------- |
| Zinsswaps, Währungsswaps, Zins-Währungsswaps und swapbezogene Finanzprodukte (Caps, Floors, Cap-Darlehen/Floor-Darlehen, Collars, Swaptions) | Zinsfutures, Währungsfutures, Aktienfutures, Index-Futures | Devisenoptionen, Aktienoptionen, Index-Optionen, Optionen auf Futures | Forward Rate Agreements, Forward-Darlehen, Forward-Deposits |

Eingebettete Derivate (englisch embedded derivatives) sind Derivate, die Bestandteil eines originären Finanzinstruments sind und mit diesem rechtlich und wirtschaftlich untrennbar verbunden sind. Dieses originäre Finanzinstrument ist das Trägerinstrument (englisch host contract), in welches ein Derivat eingebettet und dadurch um die Ausstattungsmerkmale des Derivats erweitert wird. Hierzu gehören beispielsweise Aktienanleihen, bei denen ihr Emittent zum Ende der Laufzeit das Recht hat, entweder den Nennwert zu 100 % zurückzuzahlen oder eine vorher festgelegte Anzahl von Aktien zu liefern. Auch die Wandelanleihe ist ein eingebettetes Derivat. Beide unterscheiden sich vor allem durch das Trägerinstrument, das bei der Aktienanleihe aus einer Aktie und bei der Wandelanleihe aus einer Anleihe besteht.

### Handelszweck
Derivategeschäfte werden einerseits zu Absicherungszwecken (Hedging) abgeschlossen. Das Marktrisiko eines zu sichernden Grundgeschäfts kann durch ein Derivategeschäft, das die Marktwertentwicklung des Grundgeschäfts invers abbildet, gesichert werden. Im Idealfall kann eine perfekte Absicherung erreicht werden. Industrie-, Handels- und Finanzunternehmen sichern sich so gegen Änderungen von Marktpreisen, Zinssätzen, Wechselkursen usw. ab. Die Marktgegenseite wird regelmäßig durch Spekulanten repräsentiert. Spekulanten übernehmen eigenverantwortlich Risiken in der Erwartung, dass sie sich nicht realisieren und so ein Gewinn erzielt werden kann. Sie agieren damit als „Versicherer der Kapitalmärkte“.
Derivate können zudem zur Erzielung von Gewinnen aus kleinen Preisdifferenzen an unterschiedlichen Märkten genutzt werden (vgl. Arbitrage). Arbitrage-Gewinne können sich durch Ausnutzung von Preisdifferenzen zwischen Kassa- und Terminmarkt, aus komparativen Kostenvorteilen zwischen verschiedenen Marktsegmenten oder durch Ausnutzung rechtlich unterschiedlicher Behandlung wirtschaftlich gleichwertiger Geschäfte ergeben. Arbitragemöglichkeiten sind wichtig für die Preisbildung an den Märkten. Ein typisches Beispiel ist die sogenannte Cash-and-Carry-Arbitrage.
Bei Absicherungs- und Spekulationsgeschäften bieten Derivate verschiedene Vorteile gegenüber Kassageschäften in den Basiswerten. Derivate erfordern einen geringeren Kapitaleinsatz. Unterliegt der Akteur einer staatlichen Marktregulierung, zum Beispiel bankaufsichtsrechtlichen Eigenkapitalregeln, gilt dies ggf. nicht mehr. Außerdem entfallen Lieferungs- und Lagerkosten, was insbesondere die Spekulation auf Rohstoffe und Agrarprodukte erleichtert. Zudem kann es vorkommen, dass die Derivatmärkte liquider sind als die Kassamärkte im zugehörigen Basiswert.

## Preise
Der Preis von Derivaten kann unmittelbar oder mittelbar abhängen vom Börsenkurs (Wertpapiere, Geldmarktinstrumente), Devisenkurs (von Devisen oder Rechnungseinheiten), Zinssätzen oder anderen Erträgen oder dem Marktpreis von Commodities und Edelmetallen. Die Preisermittlung findet entweder an der Börse durch Kursfeststellung statt oder unterliegt bei außerbörslichen Geschäften dem Marktpreis.
In einem Einperiodenmodell lässt sich ein Derivat (englisch contingent claim ‚Zahlungsanspruch‘) durch eine Zufallsvariable {\displaystyle D} auf einem Wahrscheinlichkeitsraum {\displaystyle (\Omega ,{\mathcal {F}},\mathbb {P} )} darstellen, wofür {\displaystyle \mathbb {P} }-fast sichere {\displaystyle \omega \in \Omega } die Auszahlung {\displaystyle D(\omega )} positiv ist, also {\displaystyle 0\leq D(\omega )<\infty } gilt. Für bestimmte Derivate wird lässt sich die Zufallsvariable {\displaystyle D} als Funktion vom (stochastischen) Basiswert definieren, z. B. für asiatische Optionen.

## Risiken
Derivate können hohe Risiken in sich bergen. Allerdings sind Derivate nicht per se risikoreicher als Kassageschäfte. Denn mikroökonomisch betrachtet wohnen Derivaten dieselben Marktrisiken der Art nach inne wie den zugrunde liegenden Kassageschäften. Auch dem Ausmaß nach erzeugen Derivate keine Risiken, die nicht schon in gleicher Weise an den Kassamärkten existieren würden.
Erst im direkten Vergleich zwischen Termingeschäft und Basiswert ergeben sich Risikounterschiede. So ist die Preisbildung bei Derivaten insbesondere für Privatanleger oft intransparenter, da diese sich nicht (nur) wie bei Wertpapieren am Kassamarkt durch Angebot und Nachfrage ergibt, sondern neben dem Preis des Basiswertes auch andere Parameter (zum Beispiel Restlaufzeit) eine entscheidende Rolle spielen können. Dies ist für private Anleger oft schwer nachvollziehbar (Komplexitätsrisiko). Zusätzlich kann – je nach Ausgestaltung des Finanzkontrakts – das Risiko bestehen, entgegen der ursprünglichen Absicht bei Fälligkeit zusätzliche Geldmittel aufbringen zu müssen.
Zudem unterliegen auch die Preise von Derivaten derselben stochastischen Unsicherheit wie der Basiswert (Marktrisiko), wobei der Hebeleffekt jedoch eine stärkere Partizipation auch an negativen Kursbewegungen bewirkt und so zu überproportionalen Verlusten bis hin zum Totalverlust und darüber hinaus führen kann.

## Abwicklung
Die Abwicklung von Derivaten kann durch Glattstellung (englisch offsetting), Barausgleich (englisch cash settlement), Ausübung durch Andienung (englisch delivery), Abnahme des Basiswerts (englisch physical settlement) oder Verfall (englisch expiration) erfolgen.

## Bilanzierung
Die Bilanzierung von Derivaten hängt davon ab, welcher Rechnungslegungsstandard zugrunde gelegt wird. Nach dem Handelsgesetzbuch (HGB) sind Derivate als schwebendes Geschäft allgemein nicht zu bilanzieren. Diese weisen als gegenseitige Verträge im Zeitpunkt des Geschäftsabschlusses einen Marktwert von Null auf und sind ein bilanziell ausgeglichenes schwebendes Geschäft. Bei Derivaten werden – mit Ausnahme von Futures und Optionen – bei Vertragsabschluss keine Zahlungsvorgänge ausgelöst. Während der Laufzeit der Derivate entstehen aktive oder passive Marktwerte (auch als positiver oder negativer Wiederbeschaffungswert bezeichnet). Ein aktiver Wert entspricht hierbei dem Betrag, der dem bilanzierenden Unternehmen beim Ausfall der Gegenpartei maximal verloren gehen würde. Demgegenüber entspricht ein passiver Wert dem Betrag, welchen die Gegenpartei bei Nichterfüllung des Geschäfts durch das bilanzierende Unternehmen maximal verlieren würde. Entstehen während der Laufzeit negative Marktwerte, sind diese am Bilanzstichtag durch Drohverlustrückstellungen abzusichern (§ 248 Abs. 1 Satz 1 HGB). Positive, aber am Bilanzstichtag nicht realisierte Marktwerte dürfen nach dem Imparitätsprinzip nicht berücksichtigt werden (§ 252 Abs. 1 Nr. 4 HGB). Die Realisierung eines Gewinns ist bei gegenseitigen Verträgen für den Jahresabschluss bereits erreicht, wenn der Anspruch auf die Gegenleistung entstanden ist, spätestens jedoch, wenn die geschuldete Leistung erbracht wurde. Im Anhang sind nach § 285 Nr. 19 und Nr. 20 HGB alle Finanzinstrumente anzugeben, was nach § 314 Abs. 1 Nr. 11 und Nr. 12 HGB auch für den Konzernabschluss gilt.
Kreditinstitute müssen nach § 340c HGB in ihrer Gewinn- und Verlustrechnung alle Erträge und Aufwendungen aus Geschäften mit Finanzinstrumenten ausweisen, einschließlich der zugehörigen Erträge aus Zuschreibungen und Aufwendungen für Abschreibungen, für die Bildung von Drohverlustrückstellungen und der Erträge aus der Auflösung dieser Rückstellungen. In § 36 RechKredV ist vorgesehen, dass in den Anhang eine Aufstellung über die Arten von am Bilanzstichtag noch nicht abgewickelten fremdwährungs-, zinsabhängigen und sonstigen Termingeschäften, die lediglich ein Erfüllungsrisiko sowie Währungs-, Zins- und/oder sonstige Marktpreisänderungsrisiken aus offenen und im Falle eines Adressenausfalls auch aus geschlossenen Positionen beinhalten, aufzunehmen ist. Nach Artikel 286 Abs. 2a Kapitaladäquanzverordnung müssen die Kreditinstitute die Kreditwürdigkeit ihrer Geschäftspartner (Gegenparteien) einer Kreditwürdigkeitsprüfung unterziehen. Dabei müssen Kreditentscheidungen zur Einräumung bankinterner Kreditlinien für Gegenparteien führen, um das Geschäftsvolumen für jede einzelne Gegenpartei zu limitieren. Das besondere Risiko liegt für Banken in der Laufzeit der Derivatsgeschäfte, weil sich während dieser Laufzeit der Marktwert des Derivats verändern kann. Bei derivativen Finanzinstrumenten erwächst für Kreditinstitute eine Ausfallgefährdung, wenn das Derivat einen positiven Wiederbeschaffungswert aufweist und aus Sicht der Bank durch die Marktentwicklung eine Forderung gegen die Gegenpartei entsteht.
Nach IFRS sind sämtliche finanziellen Vermögenswerte und Verbindlichkeiten – zu denen auch derivative Finanzinstrumente gehören – zu bilanzieren (IAS 39). Voraussetzung ist ein (positiver oder negativer) Marktwert. Ihre Bewertung erfolgt am Bilanzstichtag zum Marktwert (Fair Value für Nichtbanken oder Value at Risk im Finanzwesen). Ein Derivat im Sinne von IAS 39.9 liegt vor, wenn es eines der drei folgenden Merkmale aufweist:
1. Sein Wert verändert sich infolge einer Änderung von Preisen (Bonitätsratings, Preis- oder Zinsindices, Rohstoffpreise, Wechselkurse, Zinssätze oder ähnlicher Variablen);
2. es erfordert keine Anschaffungsauszahlung oder eine, die im Vergleich zu anderen Vertragsformen, von denen zu erwarten ist, dass sie in ähnlicher Weise auf Änderungen der Marktbedingungen reagieren, geringer ist oder
3. es wird zu einem späteren Zeitpunkt beglichen.

Sofern es sich um nicht-finanzielle Basiswerte handelt, liegt ein Derivat nur dann vor, wenn der Kontrakt in Bargeld, in anderen Finanzinstrumenten oder durch Tausch von Finanzinstrumenten erfüllt werden kann.

## Wirtschaftliche Aspekte
Volkswirtschaftlich können Derivate die Umverteilung von Risiken erleichtern. Die Risiken aus Derivaten können nur verteilt, nicht jedoch beseitigt werden; denn bei jeder Transaktion gibt es eine Gegenpartei, die das gehandelte Risiko aufnimmt. Dabei muss es sich jedoch nicht um eine inländische Bank handeln, sondern Risiken können auch ins Ausland transferiert werden. In dem Ausmaß, in dem ein Risiko von Wirtschaftssubjekten, die es weniger gut tragen können, auf solche übertragen wird, die dies als Risikoträger besser übernehmen können (Risikotragfähigkeit), tritt eine Verringerung der Fragilität des Finanzsystems ein. Dann tragen Derivate dazu bei, dass Preise von Finanzanlagen mit den Fundamentaldaten übereinstimmen. Bei Marktstörungen können Derivate jedoch zur Übertreibung kurzfristiger Preisänderungen führen (englisch overshooting).
Derivate dienen dem Risikotransfer, denn die Marktrisiken des Basiswertes werden durch Vertragsgestaltung in den Derivatevertrag implementiert und können nunmehr separat gehandelt werden. Der Basiswert selbst muss nicht mehr erworben oder veräußert werden. Derivate ermöglichen daher die Trennung von dinglicher Inhaberschaft am Basiswert und Partizipation an dessen Marktchancen und -risiken. Die zentrale ökonomische Funktion von Derivaten besteht deshalb darin, Marktpreisrisiken isoliert zu bewerten, zu bündeln und auf Dritte zu übertragen. Die hieraus resultierenden Finanzrisiken werden von Marktteilnehmern übernommen, die entweder Sicherungsnehmer aus Sicherungsgeschäften entgegengesetzter Positionen oder Spekulanten sind. Zwar kann ein Risikotransfer auch mit klassischen Finanzinstrumenten vorgenommen werden, doch ist bei Derivaten der Kauf, Tausch oder Verkauf der zugrunde liegenden Aktiva meist nicht erforderlich, so dass Transaktionskosten erspart werden. Der sich hierdurch ergebende Hebeleffekt kann sehr groß sein, die Marktliquidität kann günstiger sein als auf dem Kassamarkt.
Derivate erfordern ein adäquates Risikomanagement und Hedge Accounting, damit durch sie nicht zusätzliche Finanzrisiken entstehen oder diese zumindest die Risikotragfähigkeit der Vertragsparteien nicht beeinträchtigen. Das genau war der Fall bei der Insolvenz des Enron-Konzerns im Dezember 2001, die teilweise auch auf die fehlerhafte Bilanzierung von Energiederivaten zurückzuführen war.

## Bedeutung
Derivate sind das vermutlich am schnellsten wachsende und sich verändernde Segment des modernen Finanzwesens. Nach Angaben der Bank für Internationalen Zahlungsausgleich (BIZ) betrug der Nominalwert aller weltweit ausstehenden Kontrakte im außerbörslichen Handel im 2. Halbjahr 2010 601 Billionen US-Dollar, im Jahr 2000 waren es 95 Billionen US-Dollar. Mitte 2024 hielt allein die Schweizer Six Group Derivate auf Aktien in Höhe von 212 Billionen CHF (235 Billionen US-Dollar).
Die Nominalwerte der ausstehenden Verträge sind allerdings nur sehr beschränkt aussagekräftig, weil Nominalbeträge nur die Rechengrundlage für die Verträge bilden. Es handelt sich weder um Zahlungen, die ausgetauscht werden, noch um den Wert der aus den Derivatverträgen erwachsenden Forderungen. Zudem kommt es bei der Ermittlung der Beträge durch die BIZ in dem Sinne zu Mehrfachberücksichtigungen, als dass es sich um Bruttovolumina handelt, die Risiken aus den Verträgen sich aber auch auf Ebene der einzelnen Marktteilnehmer teilweise ausgleichen.